# Stefan Kunze

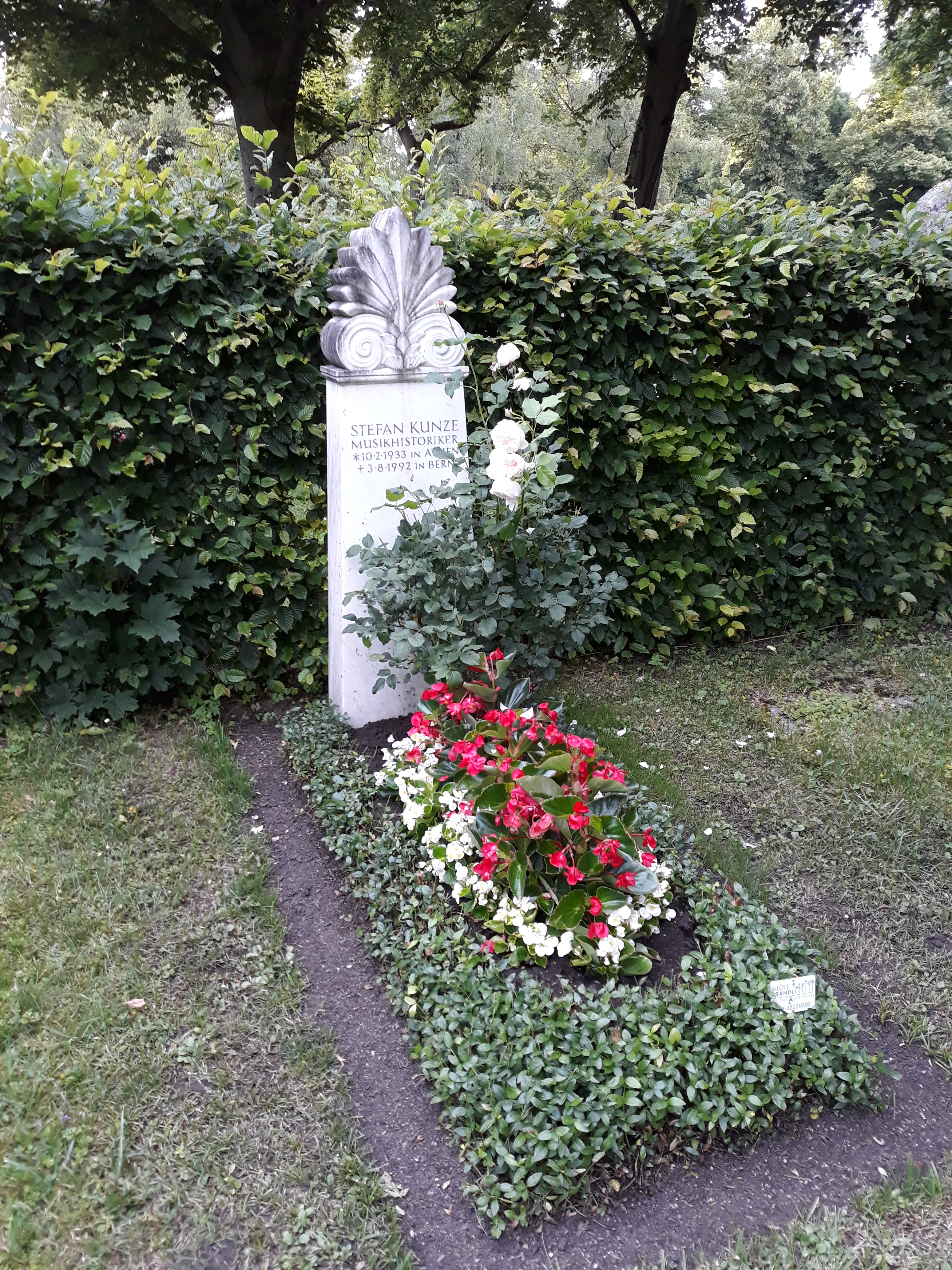
Das Grab von Stefan Kunze auf dem Nordfriedhof (München)

Stefan Kunze (* 10. Februar 1933 in Athen; † 3. August 1992 in Bern) war ein deutscher Musikwissenschaftler.

## Leben
Stefan Kunze, Sohn des Klassischen Archäologen Emil Kunze, studierte ab 1952 Musikwissenschaft bei seinem Patenonkel Thrasybulos Georgiades in Heidelberg und München, daneben Klassische Philologie, Flöte und Dirigieren, letzteres bei Kurt Eichhorn. 1961 wurde er in München mit der Arbeit Die Kanzonen und Sonaten G. Gabrielis promoviert, 1970 wurde er in München habilitiert. Von 1973 bis zu seinem Tode war er Professor für Musikwissenschaft an der Universität Bern. Der Schwerpunkt seiner Forschungen lag auf dem Gebiet der Musik des 18. und 19. Jahrhunderts, besonders der Wiener Klassik.
Er war mit der Klassischen Archäologin Erika Kunze-Götte verheiratet. Ihre Söhne sind der Maler Michael Kunze und der Klassische Archäologe Christian Kunze.

## Schriften
- Die Instrumentalmusik Giovanni Gabrielis, mit einem Notenanhang z. T. erstmalig veröffentlichter Instrumentalkompositionen G. Gabrielis und seiner Zeitgenossen (= Münchner Veröffentlichungen zur Musikgeschichte. Bd. 8). Schneider, Tutzing 1963 (überarbeitete und erweiterte Dissertation, Universität München, 1960/61).
- Don Giovanni vor Mozart. Die Tradition der Don-Giovanni-Opern im italienischen Buffa-Theater des 18. Jahrhunderts (= Münchener Universitäts-Schriften. Reihe der philosophischen Fakultät. Bd. 10). Fink, München 1972.
- Der Kunstbegriff Richard Wagners. Voraussetzungen und Folgerungen. (= Arbeitsgemeinschaft 100 Jahre Bayreuther Festspiele Bd. 1), Gustav Bosse, Regensburg 1983, ISBN 3-7649-2058-0.
- Mozarts Opern. Reclam, Stuttgart 1984, ISBN 3-15-010326-6; italienische Ausgabe: Il teatro di Mozart. Dalla Finta semplice al Flauto magico. Marsilio, Venezia 1990, ISBN 88-317-5362-2; spanische Ausgabe: Las Operas de Mozart. Alianza Editorial, Madrid 1990, ISBN 84-206-8548-8.
- Die Antike in der Musik des 20. Jahrhunderts. Buchner, Bamberg 1987, ISBN 3-7661-5456-7.
- Die Sinfonie im 18. Jahrhundert. Von der Opernsinfonie zur Konzertsinfonie (= Handbuch der musikalischen Gattungen. Bd. 1). Laaber-Verlag, Laaber 1993, ISBN 3-89007-125-2.
- De musica. Ausgewählte Aufsätze und Vorträge. In Zusammenarbeit mit Erika Kunze herausgegeben von Rudolf Bockholdt. Schneider, Tutzing 1998, ISBN 3-7952-0899-8.